# Óscar Mesa
Óscar Mesa Pérez (La Guancha , Santa Cruz de Tenerife, España, 3 de julio de 2006) es un futbolista español que juega como defensa en el Real Madrid Castilla C. F. de la Primera Federación.

## Selección nacional
El 24 de octubre de 2023 fue seleccionado en la lista definitiva de José Lana para representar a España en el Mundial sub-17 de Indonesia.

## Estadísticas

### Clubes
Actualizado al último partido disputado el 22 de enero de 2024.
| Club                                | Div.          | Temporada     | Liga  | Liga  | Liga   | Copas nacionales | Copas nacionales | Copas nacionales | Copas internacionales | Copas internacionales | Copas internacionales | Total | Total | Total  |
| Club                                | Div.          | Temporada     | Part. | Goles | Asist. | Part.            | Goles            | Asist.           | Part.                 | Goles                 | Asist.                | Part. | Goles | Asist. |
| ----------------------------------- | ------------- | ------------- | ----- | ----- | ------ | ---------------- | ---------------- | ---------------- | --------------------- | --------------------- | --------------------- | ----- | ----- | ------ |
| Real Madrid Castilla C. F. · España | 1.ª F         | 2023-24       | 0     | 0     | 0      | ―                | ―                | ―                | ―                     | ―                     | ―                     | 0     | 0     | 0      |
| Real Madrid Castilla C. F. · España | Total club    | Total club    | 0     | 0     | 0      | 0                | 0                | 0                | 0                     | 0                     | 0                     | 0     | 0     | 0      |
| Total carrera                       | Total carrera | Total carrera | 0     | 0     | 0      | 0                | 0                | 0                | 0                     | 0                     | 0                     | 0     | 0     | 0      |